# پتر سوم
پتر سوم روسیه (روسی: Пётр III Фëдорович, Pyotr III Fyodorovich؛ ۲۱ فوریهٔ ۱۷۲۸ – ۱۷ ژوئیهٔ ۱۷۶۲) یکی از پادشاهان روسیه بود که نوهٔ پتر یکم و پدر پاول یکم است. او در ۱۴ سالگی توسط خاله‌اش یلیزاوتا به عنوان ولیعهد به روسیه آورده شد و در آن زمان زبان روسی نمی‌دانست و به سختی به آن تکلم می‌کرد. او در ۳۴ سالگی تزار روسیه شد و دست به اصلاحاتی همچون ممنوعیت شکنجه و ضبط اموال کلیسا زد. از آن‌جایی که خویشاوندان سوئدی‌اش را در ارتش به‌کار می‌گرفت، نزد ارتشیان محبوب نبود. او که اهل آلمان بود، سیاستی به‌شدت پروسی را تعقیب می‌کرد که از او رهبری نامحبوب می‌ساخت. او به مدت ۱۸۵ روز سلطنت کرد که یکی از کوتاه‌ترین دوره‌های سلطنت در تاریخ روسیه است. پتر سوم به دلیل کودتایی که همسرش کاترین دوم به او تحمیل کرد، از قدرت عزل و در قلعهٔ روپشا زندانی شد و همان‌جا به دست نزدیکان کاترین مسموم شد. با این وجود، هنوز احتمالات دیگری در رابطه با چگونگی قتل وی وجود دارد. این بحث وجود دارد که پتر سوم تزار خوبی بود که توسط ارتش و بوروکرات‌هایی که نمی‌خواستند کنترل‌شان بر سلطنت را از دست دهند، سرنگون شد یا تزاری ابله، ضعیف و ستمگر.